# Hang (álbum)
Hang es el octavo álbum de estudio del grupo de punk rock norteamericano Lagwagon, publicado el 28 de octubre de 2014 por Fat Wreck Chords. Es el primer álbum en 9 años, después del disco Resolve de 2005 y el primero en presentar al bajista actual Joe Raposo, quien reemplazó al exmiembro Jesse Buglione. La canción «Drag» se lanzó originalmente en 2011 en una versión acústica del álbum en solitario del líder Joey Cape, Doesn't Play Well with Others. En febrero y marzo de 2015, la banda actuó en el Soundwave Festival en Australia como parte de la promoción del álbum.

## Listado de canciones
| CD / Descarga digital |                          |          |  |
| N.º                   | Título                   | Duración |  |
| 1.                    | «Burden of Proof»        | 0:56     |  |
| 2.                    | «Reign»                  | 3:21     |  |
| 3.                    | «Made of Broken Parts»   | 2:20     |  |
| 4.                    | «The Cog in the Machine» | 3:38     |  |
| 5.                    | «Poison in the Well»     | 2:33     |  |
| 6.                    | «Obsolete Absolute»      | 6:11     |  |
| 7.                    | «Western Settlements»    | 3:07     |  |
| 8.                    | «Burning Out in Style»   | 2:55     |  |
| 9.                    | «One More Song»          | 3:18     |  |
| 10.                   | «Drag»                   | 2:19     |  |
| 11.                   | «You Know Me»            | 4:17     |  |
| 12.                   | «In Your Wake»           | 3:55     |  |
| 38:51                 |                          |          |  |

| Bonus tracks |                                                  |          |  |
| N.º          | Título                                           | Duración |  |
| 13.          | «Don't Laugh at Me» (Peter, Paul and Mary cover) | 4:00     |  |
| 14.          | «Exit» (No Use for a Name cover)                 | 3:22     |  |
| 45:31        |                                                  |          |  |

## Recepción de la crítica
Gregory Heaney de AllMusic señaló que "parecería que después de casi una década sin material nuevo, Lagwagon finalmente ha llegado al final de su cuerda, enfocando su descontento en su música de una manera que se remonta a una época en la que el género se sentía como un vehículo para el cambio. Desde el primer momento, la banda dispara contra los conservadores estadounidenses, reprendiéndolos por esconderse detrás de la religión y en problemas como el aborto y el control de armas, mientras el mundo está siendo destrozado lentamente por desastres ecológicos que están siendo ignorados intencionalmente".
Sam Lawrie del sitio web Hit the Floor indicó en su reseña que "han corrido un gran riesgo con Hang, ya que se aleja mucho de su música anterior. Sin embargo, el riesgo parece haber valido la pena: no hay una sola canción en todo el álbum de 12 pistas que no sea agradable. Cada pista tiene su propio atractivo único que nos engancha y nos mantiene aferrados a ver qué peculiaridades tiene para ofrecer la siguiente canción".
John Gentile del sitio especializado Punknews.org dijo sobre el álbum que "Hang es el producto de una banda muy experimentada y talentosa que elabora cuidadosamente un conjunto de canciones, y son muy buenos. Agregue a la mezcla la increíble producción de Bill Stevenson y Blasting Room y el producto final es lo que a cualquier fan de la banda le encantará de inmediato".

## Créditos
- Joey Cape - Voz
- Chris Flippin - Guitarra
- Chris Rest - Guitarra
- Joe Raposo - Bajo
- Dave Raun - Batería